# Hurry Up Mode
A Hurry Up Mode a Buck-Tick japán rockegyüttes első nagylemeze, mely 1987-ben jelent meg független kiadónál. A CD-verzión két bónuszdal szerepel, a Vacuum Dream és a No-No-Boy. A lemezt 1990-ben újraremixelték, a két bónuszdal nélkül. A remixverzió 1. helyen végzett az Oricon albumlistáján, 212 430 eladott példánnyal.

## Dallista
Az összes szám szerzője Imai Hiszasi, kivéve, ahol külön jelezve van. 
| 1. | Prologue (instrumentális) | Szakurai Acusi | 0:41 |
| 2. | Plastic Syndrome Type II  | Szakurai Acusi | 3:33 |
| 3. | Hurry Up Mode             |                | 4:09 |
| 4. | Telephone Murder          |                | 3:46 |
| 5. | Fly High                  |                | 4:34 |
| 6. | One Night Ballet          |                | 5:07 |

| B-oldal | B-oldal            | B-oldal        | B-oldal | B-oldal | B-oldal | B-oldal | B-oldal | B-oldal | B-oldal |
|         | Cím                | Dalszöveg      | Hossz   |         |         |         |         |         |         |
| ------- | ------------------ | -------------- | ------- | ------- | ------- | ------- | ------- | ------- | ------- |
| 1.      | Moonlight          | Szakurai Acusi | 3:49    |         |         |         |         |         |         |
| 2.      | For Dangerous Kids |                | 4:23    |         |         |         |         |         |         |
| 3.      | Romanesque         |                | 4:01    |         |         |         |         |         |         |
| 4.      | Secret Reaction    |                | 5:03    |         |         |         |         |         |         |
| 5.      | Stay Gold          |                | 4:39    |         |         |         |         |         |         |
| 44:05   |                    |                |         |         |         |         |         |         |         |

### CD
| 1.    | Prologue                 |                | Szakurai Acusi | 0:41 |
| 2.    | Plastic Syndrome Type II |                | Szakurai Acusi | 3:33 |
| 3.    | Hurry Up Mode            |                |                | 4:09 |
| 4.    | Telephone Murder         |                |                | 3:46 |
| 5.    | Fly High                 |                |                | 4:34 |
| 6.    | One Night Ballet         |                |                | 5:07 |
| 7.    | Vacuum Dream             |                |                | 3:16 |
| 8.    | No-No-Boy                |                |                | 3:20 |
| 9.    | Moonlight                | Szakurai Acusi |                | 3:49 |
| 10.   | For Dangerous Kids       |                |                | 4:23 |
| 11.   | Romanesque               |                |                | 4:01 |
| 12.   | Secret Reaction          |                |                | 5:03 |
| 13.   | Stay Gold                |                |                | 4:39 |
| 50:45 |                          |                |                |      |